# Busuu.com

Logo Busuu

Busuu.com – hiszpański portal umożliwiający naukę języków obcych, w którym użytkownicy pomagają sobie nawzajem robić postępy w nauce. Strona oferuje audiowizualny materiał dydaktyczny do czternastu języków: angielskiego, hiszpańskiego, francuskiego, niemieckiego, włoskiego, portugalskiego, polskiego, tureckiego, rosyjskiego, arabskiego, japońskiego, chińskiego, koreańskiego i niderlandzkiego. Użytkownicy portalu mogą założyć profil, dodając jeden albo więcej języków do własnego portfolio i robiąc własnym tempem ćwiczenia, śledzić swoje postępy.

## Pochodzenie i znaczenie nazwy
Busuu to język, który ma swoje korzenie w Kamerunie. W 1980 przeprowadzono badania etnologiczne, które wykazały, że jedynie osiem osób spośród wszystkich mieszkańców było w stanie posługiwać się tym językiem. Kodem Busuu jest ISO-639-3 bju.
Busuu.com przeprowadziło jesienią 2010 kampanię na rzecz ratowania języka Busuu. Z tej okazji wyprodukowano teledysk z ośmioma osobami, które posługują się tym językiem. Dodatkowo utworzono stronę, na której użytkownicy mogą nagrać darmowo swoją piosenkę. Poza tym portal udostępnił pierwsze ćwiczenia audiowizualne w tym języku, które są również darmowe.

## Koncepcja
Busuu.com to strona internetowa w systemie Web 2.0. Siedziba operatora znajduje się w Madrycie. Strona została utworzona dla osób, które są zainteresowane polepszeniem swoich umiejętności językowych oraz/albo chcą nauczyć się nowych języków obcych. Istnieje duża baza użytkowników, których języki ojczyste to właśnie te oferowane przez portal, materiałów multimedialnych oraz opcje wymiany językowej/tandem. Kursy językowe zostały opracowane na bazie Common European Framework of Reference for Languages (CEFR), które obejmują poziomy językowe od A1 do B2. Każdy kurs językowy jest podzielony na różne ćwiczenia, które pokrywają 150 najważniejszych tematów życia codziennego. Użytkownicy korzystają z różnego rodzaju materiałów do każdej lekcji, przykładowo z listy słówek, wyrażeń, zdań, dialogów, nagrań audio podcast i dokumentów PDF. W czasie trwania nauki użytkownicy mają możliwość sprawdzenia swoich postępów, korzystając z powtórek w formie małych testów. Obok ćwiczeń indywidualnych użytkownicy mogą również ćwiczyć mowę poprzez videochat, który łączy ich z użytkownikami posługującymi się tymi językami. Tym samym każdy użytkownik jest nie tylko uczniem, ale staje się jednocześnie nauczycielem swojego języka ojczystego.

## Nagrody
We wrześniu 2008 jedną z inicjatyw strony internetowej busuu.com, po tym jak portal został wybrany jako oficjalny projekt UNESCO podczas międzynarodowego roku języków obcych, była kampania na rzecz uratowania języka Silbo Gomero (język bazujący na dźwiękach strzał z Wysp Kanaryjskich). Za tę kampanię portal otrzymał w Cannes najważniejszą nagrodę w branży reklamowej. Rok później UNESCO przyznało językowi Silbo Gomero status niematerialnego dziedzictwa kulturowego i język został umieszczony na liście tejże organizacji.
W 2009 busuu.com zostało nominowane do nagród internetowych, m.in. der AlwaysOn Global 250, wygrało nagrodę w kategorii innowacje nowych technologii i zostało jedną z trzech najlepszych stron internetowych, wygrywając hiszpańską nagrodę Premios de Internet.
Tego samego miesiąca portal otrzymał Językowy Znak Jakości przeznaczony dla innowacyjnych projektów do nauki języków obcych. Owa prestiżowa nagroda zostaje ufundowana przez Komisję Europejską i przyznawana przez wybrany kraj członkowski.
W listopadzie 2009 podczas imprezy TechCrunch Awards The Europas strona busuu.com otrzymała nagrodę za najlepszy startup w kategorii Best Education, Recruitment, Media Startup.

## Rozwój
Od lutego 2009 strona internetowa nie ma już statusu beta. Duża część busuu.com i dodatków wciąż jest darmowa. Po przejściu ze statusu beta została dodana odpłatna sekcja użytkowników premium. Użytkownik premium ma dostęp do nowych dodatków, folderów z ćwiczeniami w formacie PDF, nagraniami audio, ponad 3000 przykładowych zdań, ćwiczeń do gramatyki, słuchu, nagrań wideo, testów, ćwiczeń pisemnych (korygowanych od razu) oraz kursu przygotowanego specjalnie dla tych, którzy chcą odbyć podróż do krajów, w którym mówi się w danym języku. Po skończeniu lekcji użytkownik otrzymuje oficjalny certyfikat busuu.com, indywidualny plan nauki oraz specjalnie dobrane ćwiczenia.
Technika nauczania bazuje na Drupal-Framework. Użytkownicy busuu.com posługują się łatwym w obsłudze interfejsem z interaktywnym dashboardem, który się zmienia, gdy użytkownik robi postępy. Wówczas rośliny w ogrodzie każdego użytkownika rosną.
Według danych na czerwiec 2011 istniało 9 interfejsów do nauki języków obcych. Są to: angielski, hiszpański, francuski, niemiecki, włoski, portugalski (Brazylia), polski, turecki oraz rosyjski.
Można ściągnąć również aplikacje busuu.com na telefony iPhone oraz na tablety iPad w dwóch różnych pakietach: pakiet do nauki języków oraz pakiet do podróży. Pierwszy pakiet to lekcje i ćwiczenia na wszystkich poziomach językowych od A1 do B2. Pakiety do podróży to typowe rozmówki, do sytuacji, w których znajdujemy się podczas urlopu: przykładowo w hotelu, w restauracji, będąc w podróży.
Od września 2011 istnieje możliwość zrobienia kursu biznesu w języku angielskim albo hiszpańskim.